# Hannu Mikkola
Hannu Olavi Mikkola (24. května 1942 Joensuu – 25. února 2021) byl finský automobilový závodník.
Proslavil se zejména v seriálu Mistrovství světa v rallye, v němž závodil v letech 1973–1993. V roce 1983 se stal s vozem Audi Quattro mistrem světa v rallye. Kromě toho byl třikrát druhý (1979, 1980, 1984) a dvakrát třetí (1981, 1982). Odjel 123 závodů, z nichž 18 vyhrál a čtyřicetčtyřikrát dosáhl na stupně vítězů. Byl jezdcem týmů Ford, Toyota, Audi, Mazda a Subaru.
Zemřel dne 26. února 2021, příčinou úmrtí bylo nádorové onemocnění.